# Gabriele Zimmer
Gabriele (Gabi) Zimmer (ur. 7 maja 1955 w Berlinie) – niemiecka polityk, deputowana do Landtagu Turyngii (1990–2004), przewodnicząca PDS (2000–2003), eurodeputowana z ramienia Lewicy (VI, VII i VIII kadencji).

## Życiorys
W 1977 ukończyła studia z dziedziny romanistyki i rusycystyki na Uniwersytecie im. Karola Marksa w Lipsku, po czym podjęła pracę w przedsiębiorstwie VEB Jagd- und Sportwaffenwerk Ernst Thälmann w Suhl (fabryka broni myśliwskiej i sportowej im. Ernsta Thälmanna). Od 1981 do 1987 redagowała gazetę zakładową. W latach 1987–1989 należała do władz zakładowych enerdowskiej partii komunistycznej SED, do której wstąpiła w 1981. Od 1989 działała w Partii Demokratycznego Socjalizmu, w latach 1990–1998 była jej przewodniczącą w Turyngii.
Od 1990 do 2004 sprawowała mandat posłanki do landtagu Turyngii, gdzie była też przewodniczącą frakcji radnych PDS (1999–2000). Od 2000 do 2003 stała na czele tego ugrupowania. W wyborach do Parlamentu Europejskiego w 2004 uzyskała mandat deputowanej. W 2009 i w 2014 uzyskiwała reelekcję na kolejne kadencje. W 2012 po rezygnacji Lothara Bisky'ego została przewodniczącą grupy Zjednoczonej Lewicy Europejskiej – Nordyckiej Zielonej Lewicy, pozostając na tej funkcji również w VIII kadencji PE.